# Iteuil
Iteuil est une commune du Centre-Ouest de la France, située dans le département de la Vienne en région Nouvelle-Aquitaine.

## Géographie
Iteuil est une commune urbaine.
Les habitants d'Iteuil s'appellent les Iteuillais et les Iteuillaises.

### La localisation
Cette localité située sur la rive gauche du Clain, est à une douzaine de kilomètres au sud de Poitiers.

### Les communes limitrophes
|        | Ligugé   | Smarves                 |
| Marçay | d'Iteuil | Roches-Prémarie-Andillé |
|        | Vivonne  | Aslonnes                |

### Géologie et relief
La région d'Iteuil présente un paysage de plaines vallonnées plus ou moins boisées. Le terroir se compose :
- pour 26 % de vallées et terrasses alluviales calcaires,
- pour 36 % d'argile à silex peu profonde et pour 9 % de Bornais (ce sont des sols brun clair sur limons, profonds et humides, à tendance siliceuse) sur les plateaux du seuil du Poitou,
- pour 30 % de groies superficielles dans les plaines (Les groies sont des terres du sud-ouest de la France, argilo-calcaires, peu profondes  - en général de moins de 50 cm d’épaisseur – et  plus ou moins riches en cailloux. Elles sont fertiles et saines et donc, propices à la polyculture céréalière).

### Hydrographie
Pour des articles plus généraux, voir Réseau hydrographique de la Vienne et Liste des cours d'eau de la Vienne.
La commune est traversée par le Clain sur 2 km. Ce cours d'eau est un affluent de la Vienne elle-même affluent de la Loire. On trouve également 2 affluents de la rivière répertoriés sur le territoire.
La commune recense environ un peu moins d'une centaine de mares sur le territoire.

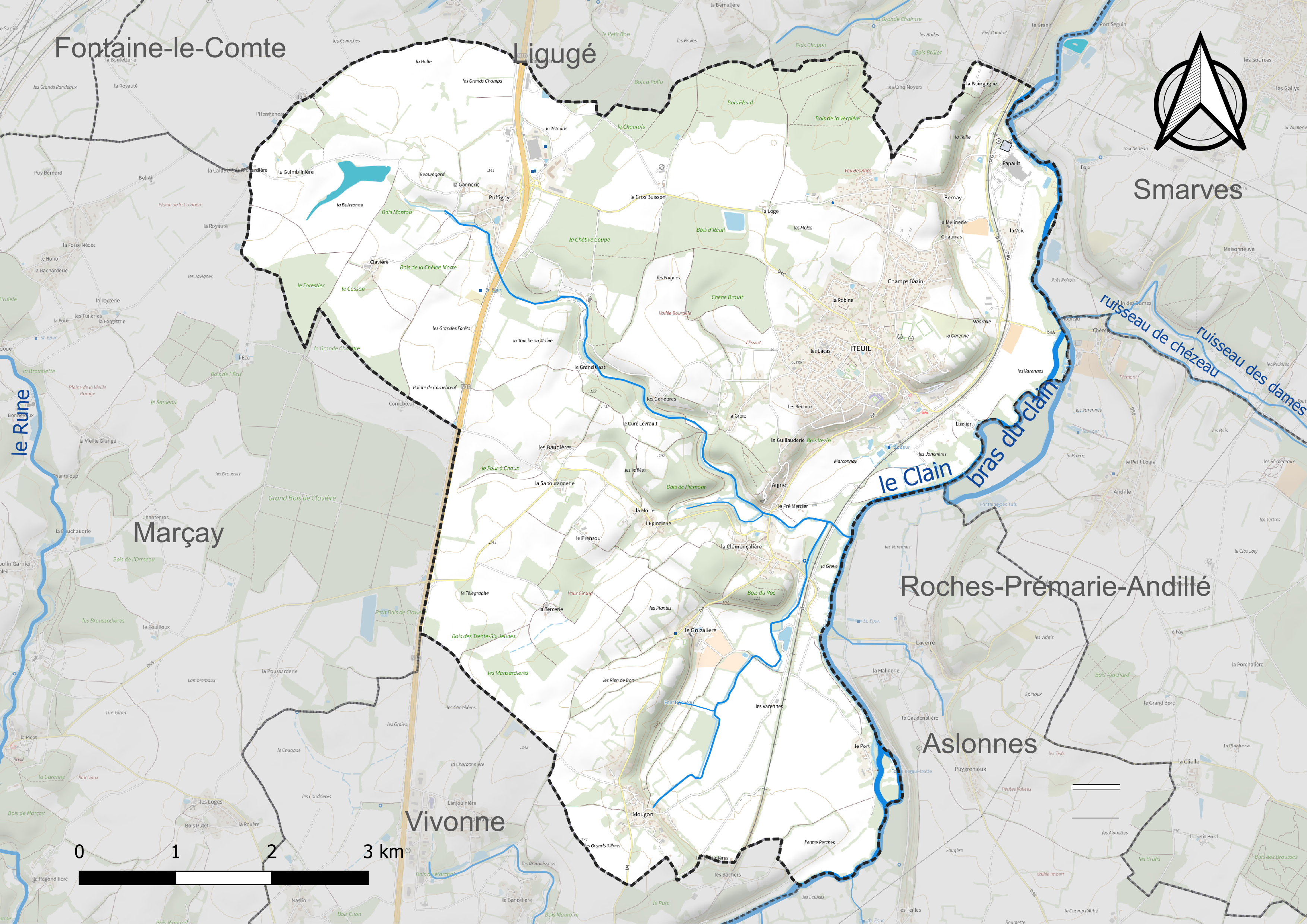
Hydrographie d'Iteuil

### Climat
Pour des articles plus généraux, voir Climat de la Nouvelle-Aquitaine et Climat de la Vienne.
Historiquement, la commune est exposée à un climat océanique du nord-ouest.
En 2020, Météo-France publie une typologie des climats de la France métropolitaine dans laquelle la commune est exposée à un climat océanique altéré et est dans la région climatique  Poitou-Charentes, caractérisée par un bon ensoleillement, particulièrement en été et des vents modérés.
Pour la période 1971-2000, la température annuelle moyenne est de 12,2 °C, avec une amplitude thermique annuelle de 15 °C. Le cumul annuel moyen de précipitations est de 726 mm, avec 11,3 jours de précipitations en janvier et 6,8 jours en juillet. Pour la période 1991-2020, la température moyenne annuelle observée sur la station météorologique la plus proche, située sur la commune de Biard à 9,89 km à vol d'oiseau, est de 12,2 °C et le cumul annuel moyen de précipitations est de 695,3 mm,. Pour l'avenir, les paramètres climatiques de la commune estimés pour 2050 selon différents scénarios d'émission de gaz à effet de serre sont consultables sur un site dédié publié par Météo-France en novembre 2022.

### Voies de communication et transports
La commune est traversée par la Route nationale 10 sur 2,7 kilomètres.
L'aéroport le plus proche est l'aéroport de Poitiers-Biard situé 11 km.
Les gares et les haltes ferroviaires sont situées, en dehors de la halte de Iteuil Centre :
- à Ligugé (halte) à 4 km,
- à Vivonne (halte) à 7,9 km,
- à Mignaloux-Nouaille à 8,4 km,
- à Poitiers pour le TGV à 10,5 km.

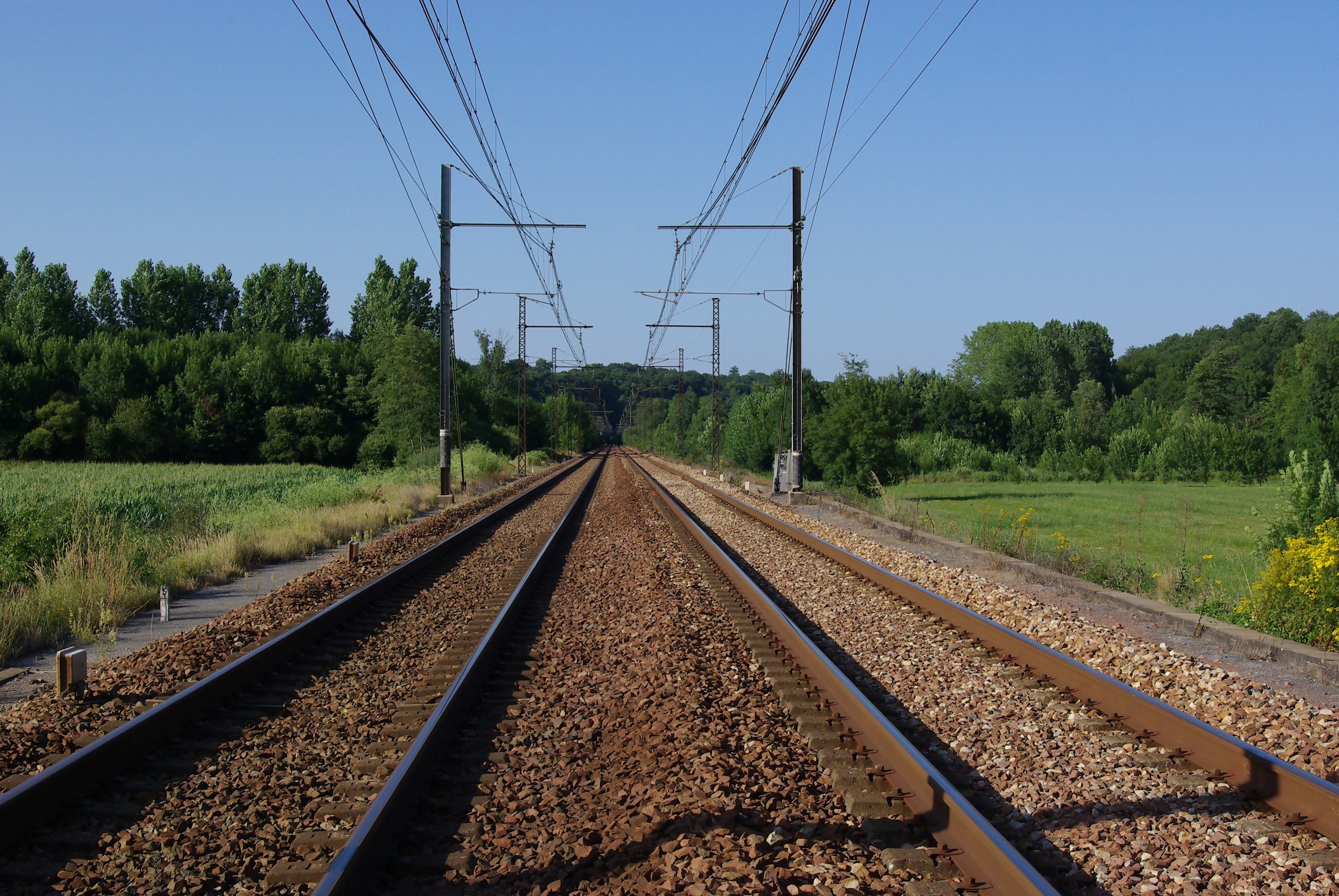
Chemin de fer à Iteuil de la ligne Paris-Austerlitz-Bordeaux

## Urbanisme

### Typologie
Au 1er janvier 2024, Iteuil est catégorisée bourg rural, selon la nouvelle grille communale de densité à sept niveaux définie par l'Insee en 2022.
Elle appartient à l'unité urbaine d'Iteuil, une unité urbaine monocommunale constituant une ville isolée,. Par ailleurs la commune fait partie de l'aire d'attraction de Poitiers, dont elle est une commune de la couronne,. Cette aire, qui regroupe 97 communes, est catégorisée dans les aires de 200 000 à moins de 700 000 habitants,.

### Occupation des sols
L'occupation des sols de la commune, telle qu'elle ressort de la base de données européenne d’occupation biophysique des sols Corine Land Cover (CLC), est marquée par l'importance des territoires agricoles (74,9 % en 2018), une proportion sensiblement équivalente à celle de 1990 (75,6 %). La répartition détaillée en 2018 est la suivante : 
terres arables (56,3 %), prairies (16,4 %), forêts (16,4 %), zones urbanisées (8,7 %), zones agricoles hétérogènes (2,2 %). L'évolution de l’occupation des sols de la commune et de ses infrastructures peut être observée sur les différentes représentations cartographiques du territoire : la carte de Cassini (XVIIIe siècle), la carte d'état-major (1820-1866) et les cartes ou photos aériennes de l'IGN pour la période actuelle (1950 à aujourd'hui).

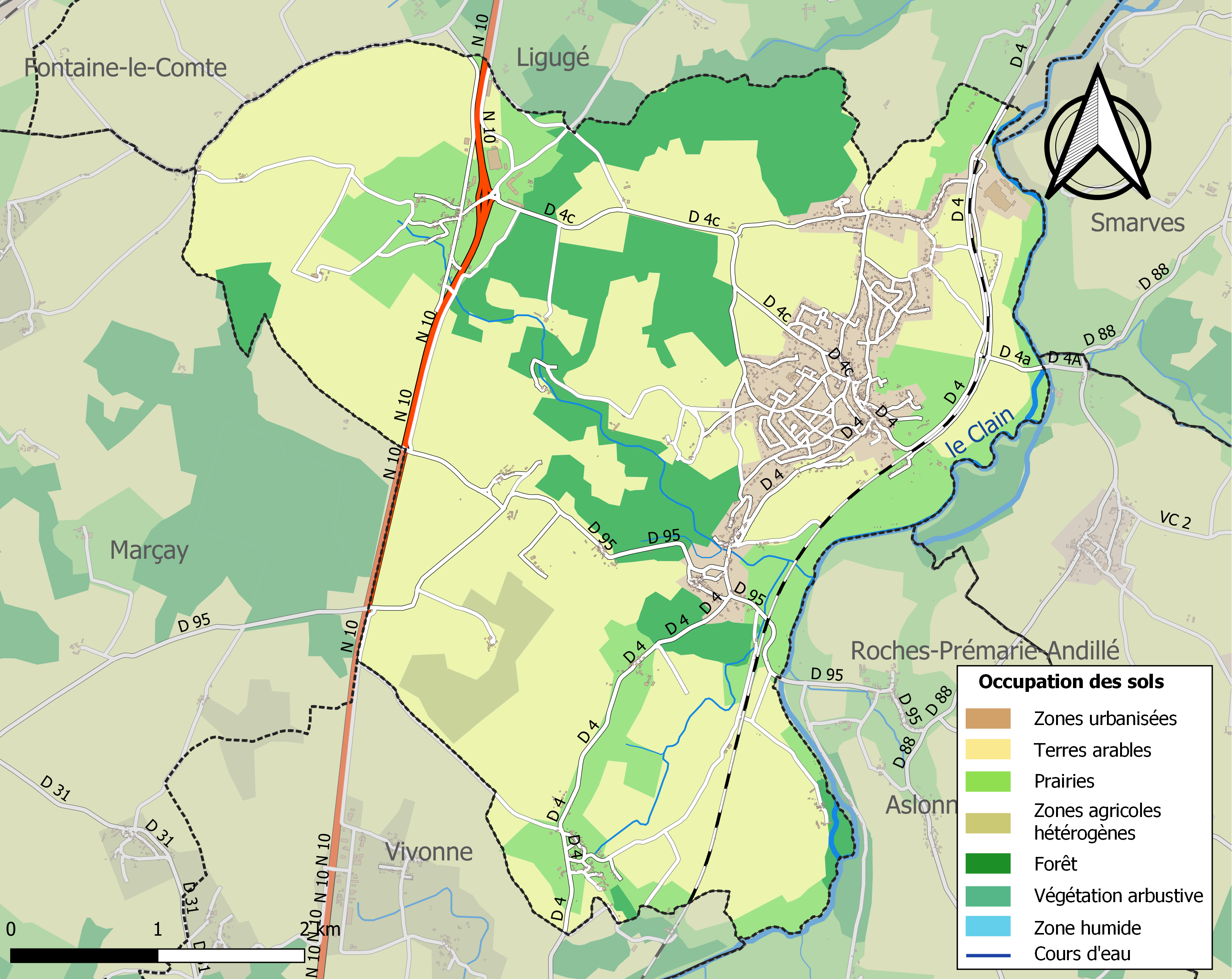
Carte des infrastructures et de l'occupation des sols de la commune en 2018 (CLC).

### Risques majeurs
Le territoire de la commune d'Iteuil est vulnérable à différents aléas naturels : météorologiques (tempête, orage, neige, grand froid, canicule ou sécheresse), inondations, mouvements de terrains et séisme (sismicité modérée). Il est également exposé à un risque technologique, le transport de matières dangereuses, et à un risque particulier : le risque de radon. Un site publié par le BRGM permet d'évaluer simplement et rapidement les risques d'un bien localisé soit par son adresse soit par le numéro de sa parcelle.

#### Risques naturels
Certaines parties du territoire communal sont susceptibles d’être affectées par le risque d’inondation par débordement de cours d'eau, notamment le Clain. La commune a été reconnue en état de catastrophe naturelle au titre des dommages causés par les inondations et coulées de boue survenues en 1982, 1983, 1993, 1995, 1999 et 2010,.

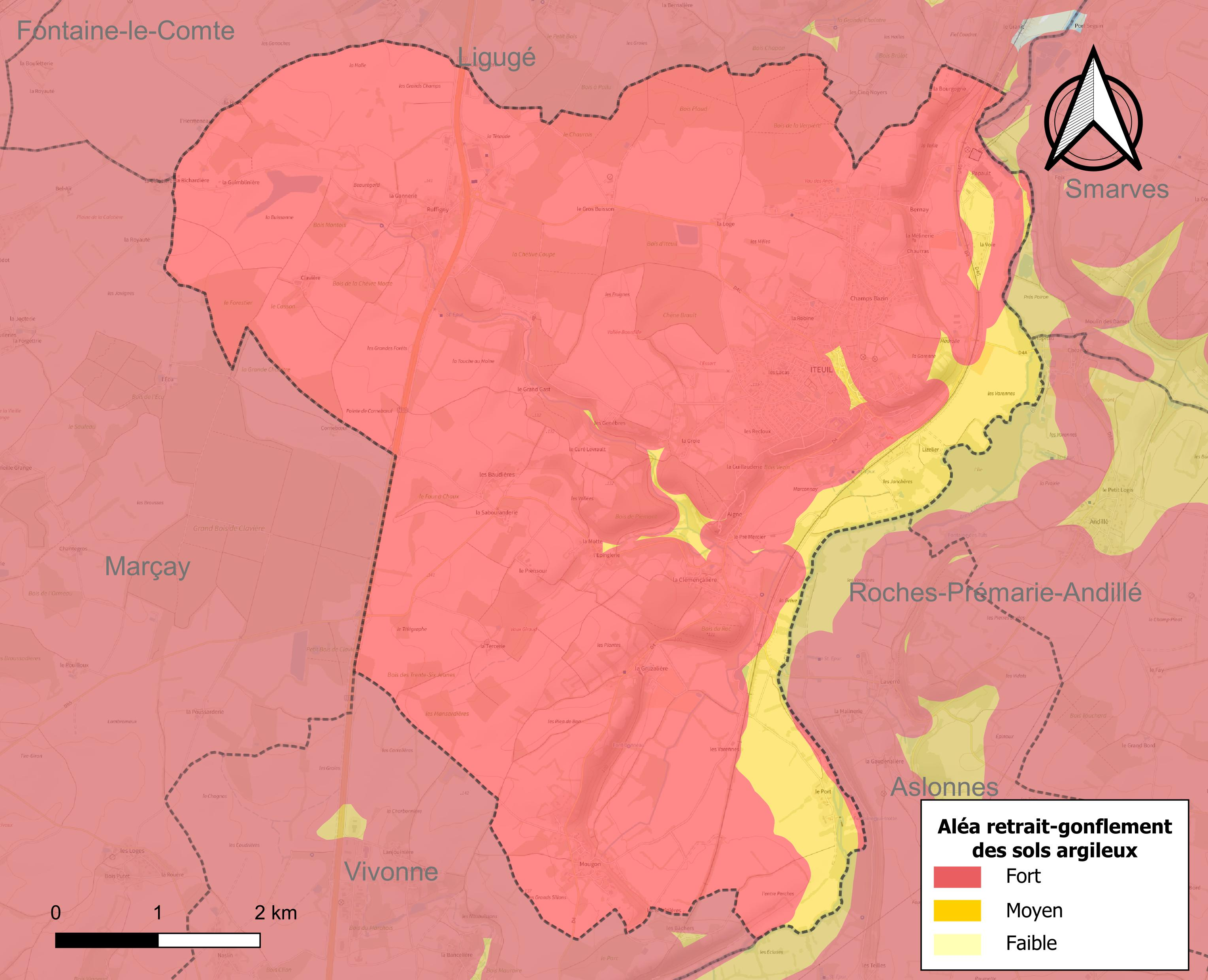
Carte des zones d'aléa retrait-gonflement des sols argileux d'Iteuil.

Les mouvements de terrains susceptibles de se produire sur la commune sont des affaissements et effondrements liés aux cavités souterraines (hors mines) et des tassements différentiels. Afin de mieux appréhender le risque d’affaissement de terrain, un inventaire national permet de localiser les éventuelles cavités souterraines sur la commune. Le retrait-gonflement des sols argileux est susceptible d'engendrer des dommages importants aux bâtiments en cas d’alternance de périodes de sécheresse et de pluie. La totalité de la commune est en aléa moyen ou fort (79,5 % au niveau départemental et 48,5 % au niveau national). Depuis le 1er octobre 2020, en application de la loi ÉLAN, différentes contraintes s'imposent aux vendeurs, maîtres d'ouvrages ou constructeurs de biens situés dans une zone classée en aléa moyen ou fort,.
La commune a été reconnue en état de catastrophe naturelle au titre des dommages causés par la sécheresse en 1989, 1991, 2003, 2005, 2011 et 2017 et par des mouvements de terrain en 1999 et 2010.

#### Risque particulier
Dans plusieurs parties du territoire national, le radon, accumulé dans certains logements ou autres locaux, peut constituer une source significative d’exposition de la population aux rayonnements ionisants. Selon la classification de 2018, la commune d'Iteuil est classée en zone 3, à savoir zone à potentiel radon significatif.

## Toponymie
Le nom de la localité est attesté sous les formes Estolio, Estolium en 954-955; Istaol en 1108-1115; Istolio en 1149; Ytolium en 1269; Ytuel en 1324; Iteuilg en 1335; Iteuyl en 1398; Iteuilh en 1454; Ysteuil en 1496; Iteuil en 1782.
Peut-être du germanique stôl « siège » (cf. allemand Stuhl « chaise »; anglais stool « tabouret »).

## Histoire

### Préhistoire et Antiquité
On ne retrouve que peu de traces des premiers hommes qui occupèrent la région. Seules quelques excavations dans des falaises pourraient nous faire penser aux anciens abris préhistoriques. La présence humaine est confirmée grâce à deux dolmens se situant sur la rive opposée du Clain. 	
Les premières traces de l'Antiquité que l’on trouve sont celles des légions romaines qui ont occupé la région durant plus de cinq siècles suite à sa conquête par Jules César. Des traces de leurs camps subsistent dans les bois de la Troussaye. 	

### Moyen Âge
Iteuil a peut-être aussi été, en 507, le théâtre d’une bataille entre Francs et Wisigoths, souvent située à Vouillé. Clovis Ier après son baptême, décida de chasser Alaric II (Alaric le Wisigoth) hors de la Gaule. Les historiens s’accordent mal sur le lieu exact de cette bataille qui mit fin à la domination des Goths en Aquitaine. Elle aurait pu avoir lieu au nord de Mougon qui est précisément située à 15 kilomètres de Poitiers, à proximité de la voie romaine.
Les troupes de [Clovis, après avoir remonté la Loire, puis la Vienne, auraient pu franchir le Clain par les nombreux gués (Maugué, Port de Laverré, la Grève, Lizelier) qui le traversent et s’attaquer aux troupes wisigothes installées dans une fortification édifiée à Maugué près des Brétinières.
Le hameau de Mougon tirerait peut-être son nom de « Mons Gothorum » qui signifie mont des Goths en souvenir du massacre des Goths par les troupes de Clovis. Des ossements trouvés à hauteur de Mougon, lors des travaux de réalisation d'une route sont peut-être des restes de cette bataille célèbre.

### Révolution française
Comme le reste de la France, Iteuil accueille favorablement les avancées de la Révolution française. Elle plante ainsi son arbre de la liberté, symbole de la Révolution. Il devient le lieu de ralliement de toutes les fêtes et des principaux événements révolutionnaires, comme l’enrôlement lors de la levée des 300 000 hommes de mars 1793. Un nouvel arbre est planté en 1798.

## Politique et administration

### Intercommunalité
La commune est membre du SIVA-SUD, le Syndicat Intercommunal des vallées du sud dépendant de l'agence de l'eau Loire-Bretagne, dont la mission est la gestion de l'eau et l'assainissement, son siège est posé dans la commune Nouaillé-Maupertuis et regroupe 13 communes.D'après celle-ci, le prix de l'eau sur le territoire de la collectivité serait de 1,55€/m³. Selon la qualité de l'eau  on trouve dans l'« eau du robinet » 94,4% de conformité physico-chimique, 100% de conformité microbiologique et 80% des ressources d'eau sont protégées.
Le réseau d'électricité de la commune d'Iteuil est géré par la Sorégies, le syndicat intercommunal d'électricité et d'équipement du département de la Vienne. Son but est de fournir du gaz et de l'électricité à 252 communes du département et à trois départements alentours, la Vendée, le Maine-et-Loire, et l'Indre-et-Loire, son siège social se situe à Poitiers.
La commune adhère au SMAC, le Syndicat mixte pour l'Aménagement du Clain. Il a pour objet la réalisation des études et les travaux nécessaires à la régularisation de la rivière.
La commune est membre du SMVCS, le Syndicat Mixte des Vallées du Clain Sud. Les actions du syndicat sont: l'entretien de la végétation, la restauration des cours d'eau, la gestion des ouvrages, la lutte contre les espèces invasives, les études et les diagnostics.
La commune est membre du syndicat mixte du Pays des Six Vallées. Le syndicat mixte permet à plusieurs Établissements Publics de Coopération Intercommunale (EPCI) d’exercer certaines missions sur un territoire dépassant leur zone géographique de compétence respective. Un syndicat mixte est dit « ouvert » lorsque sa composition n’est pas limitée à des communes et leurs groupements, mais ouvert à d’autres collectivités. C’est le cas du syndicat mixte du Pays des Six Vallées qui est composé : de la communauté de communes des  Vallées du Clain, de la communauté de communes du Pays Mélusin, de la communauté de communes du Pays Vouglaisien et  du conseil général de la Vienne. Le syndicat mixte a pour vocation de fédérer les collectivités territoriales et les acteurs du territoire autour d’un projet commun de développement durable. Il mène des actions dans les domaines du tourisme, du sport, de la culture et du développement économique au travers de tâches de coordination, d’animation et de mobilisation des acteurs du territoire.

### Tendances politiques et résultats
- Maire sortante: Françoise Micault (SE), est candidate à sa succession[36].

| Tête de liste | Tête de liste     | Liste       | Premier tour | Premier tour | Sièges | Sièges |
| Tête de liste | Tête de liste     | Liste       | Voix         | %            | CM     | CC     |
| ------------- | ----------------- | ----------- | ------------ | ------------ | ------ | ------ |
|               | Françoise Micault | SE          | 807          | 77,15        | 21     | 4      |
|               | Patrick Maillou   | SE          | 239          | 22,84        | 2      | 0      |
|               |                   |             |              |              |        |        |
| Inscrits      | Inscrits          | Inscrits    | 2 235        | 100,00       |        |        |
| Abstentions   | Abstentions       | Abstentions | 1 146        | 51,28        |        |        |
| Votants       | Votants           | Votants     | 1 089        | 48,72        |        |        |
| Blancs        | Blancs            | Blancs      | 13           | 0,58         |        |        |
| Nuls          | Nuls              | Nuls        | 30           | 1,34         |        |        |
| Exprimés      | Exprimés          | Exprimés    | 1 046        | 46,80        |        |        |

### Liste des maires
| Période                                  | Période   | Identité          | Étiquette    | Qualité |
| ---------------------------------------- | --------- | ----------------- | ------------ | --- |
| 1936                                     | ?         | Gérard de Montjou | RGR          | Propriétaire exploitant Député de la Vienne (1951 → 1956) Conseiller général du canton de Vivonne (1945 → 1964) Chevalier de la Légion d'honneur                                                                             |
| Les données manquantes sont à compléter. |           |                   |              | |
| mars 1965                                | juin 1995 | Hervé Manteau     | DVD puis RPR | Dirigeant d'entreprise Conseiller régional de Poitou-Charentes (1979 → ?) Conseiller général du canton de Vivonne (1976 → 1994) Vice-président du conseil général de la Vienne (1982 → 1994) Officier de la Légion d'honneur |
| juin 1995                                | mars 2001 | Claude Thouvenin  |              | |
| mars 2001                                | mars 2008 | Monique Beugnon   | DVD          | |
| mars 2008                                | En cours  | Françoise Micault | DVC          | Fonctionnaire |
| Les données manquantes sont à compléter. |           |                   |              | |

### Instances judiciaires et administratives
La commune relève du tribunal judiciaire de Poitiers, du tribunal de proximité de Poitiers, de la cour d'appel de Poitiers, du tribunal pour enfants de Poitiers, du conseil de prud'hommes de Poitiers, du tribunal de commerce de Poitiers, du tribunal administratif de Poitiers et de la cour administrative d'appel de  Bordeaux, du tribunal des pensions de Poitiers, du pôle social du tribunal judiciaire de Poitiers, de la cour d’assises de la Vienne.

### Jumelage
Iteuil est jumelée avec la commune de Bugbrooke en Angleterre.

### Services publics
Les réformes successives de La Poste ont conduit à la fermeture de nombreux bureaux de poste ou à leur transformation en simple relais. Toutefois, la commune a pu maintenir le sien.

### Politique environnementale
La commune est labellisée Terre Saine Poitou-Charentes avec deux papillons.

## Population et société

### Démographie
L'évolution du nombre d'habitants est connue à travers les recensements de la population effectués dans la commune depuis 1793. Pour les communes de moins de 10 000 habitants, une enquête de recensement portant sur toute la population est réalisée tous les cinq ans, les populations de référence des années intermédiaires étant quant à elles estimées par interpolation ou extrapolation. Pour la commune, le premier recensement exhaustif entrant dans le cadre du nouveau dispositif a été réalisé en 2006.

En 2022, la commune comptait 2 989 habitants, en évolution de +2,01 % par rapport à 2016 (Vienne : +0,6 %, France hors Mayotte : +2,11 %).
| 1793 | 1800 | 1806 | 1821 | 1831 | 1836 | 1841 | 1846 | 1851  |
| ---- | ---- | ---- | ---- | ---- | ---- | ---- | ---- | ----- |
| 673  | 640  | 702  | 773  | 949  | 951  | 973  | 982  | 1 000 |

| 1856  | 1861  | 1866  | 1872  | 1876  | 1881  | 1886  | 1891  | 1896  |
| ----- | ----- | ----- | ----- | ----- | ----- | ----- | ----- | ----- |
| 1 000 | 1 060 | 1 091 | 1 100 | 1 104 | 1 128 | 1 138 | 1 121 | 1 136 |

| 1901  | 1906  | 1911  | 1921 | 1926 | 1931  | 1936  | 1946  | 1954  |
| ----- | ----- | ----- | ---- | ---- | ----- | ----- | ----- | ----- |
| 1 148 | 1 103 | 1 102 | 902  | 972  | 1 023 | 1 054 | 1 042 | 1 068 |

| 1962  | 1968  | 1975  | 1982  | 1990  | 1999  | 2006  | 2011  | 2016  |
| ----- | ----- | ----- | ----- | ----- | ----- | ----- | ----- | ----- |
| 1 108 | 1 374 | 1 859 | 2 309 | 2 679 | 2 814 | 2 766 | 2 881 | 2 930 |

| 2021  | 2022  | - | - | - | - | - | - | - |
| ----- | ----- | - | - | - | - | - | - | - |
| 2 981 | 2 989 | - | - | - | - | - | - | - |

En 2021, selon l’Insee, la densité de population de la commune était de 135,2 hab./km2 contre 61 hab./km2 pour le département, 68 hab./km2 pour la région Poitou-Charentes et 115 hab./km2 pour la France.
Les dernières statistiques démographiques pour la commune ont été fixées en 2009 et publiées en 2012. Il ressort que la mairie administre une population totale de 2 899 personnes. À cela il faut soustraire les résidences secondaires (60 personnes) pour constater que la population permanente sur la commune de Iteuil est de 2 839 habitants.
En 2021, selon l'Insee :
- Le nombre de célibataires était de 22,4 % dans la population,
- Les couples mariés représentaient 45,7 % de la population et les divorcés 4,7 %.
- Le nombre de veuves et veufs était de 5,8 %.
- Le nombre de pacsés et pacsées est de 8,8%.
- Le nombre de couples en union libre est de 12,5%.

La répartition de la population par sexe est la suivante (Insee) :
- en 2010 : homme 49,1 %, femme 50,9 %.

### Enseignement
La commune d'Iteuil dépend de l'académie de Poitiers et les écoles primaires de la commune dépendent de l'inspection académique de la Vienne.
Elle dispose d'une école primaire publique accueillant 136 élèves à la rentrée 2024.
Elle dispose également d'une école maternelle publique accueillant 85 élèves la même année. Dont une quatrième et nouvelle classe en 2023.

### Santé
L'hôpital le plus proche de la commune est le CHU de Poitiers situé à une dizaine de kilomètres environ.
De plus, la commune d'Iteuil dispose en elle-même de plusieurs services médicaux:
- Une pharmacie,
- Un centre d'ostéopathie,
- Un cabinet dentaire,
- Un centre de pédicure podologue,
- Une boutique de lunettes.

### Sports
Chaque année depuis sa création en 1988, a lieu le tournoi international Espoirs Poitou-Charentes, une compétition de tennis qui voit s'affronter les meilleurs jeunes joueurs européens. Beaucoup de champions actuels sont passés, à l'âge de 13 ou 14 ans, par ce tournoi.
La commune possède :
- un complexe sportif et socioculturel qui est un lieu de rencontres sportives et culturelles ;
- une piscine estivale extérieure qui ouvre ses portes au public en juillet et août ;
- un stade de football qui dispose d'un terrain d'honneur, de terrains d'entraînement et d'une tribune ;
- quatre courts de tennis dont deux couverts et un club house ;
- trois terrains de boules ombragés sont accessibles : l'un entre la Poste et l'église, un autre au terrain de la Grève, et un à l'intersection de la rue d'Aigne et du Bois Vezin.

## Économie

### Agriculture
Selon la direction régionale de l'Alimentation, de l'Agriculture et de la Forêt de Poitou-Charentes, il n'y a plus que 16 exploitations agricoles en 2010 contre 19 en 2000.
Les surfaces agricoles utilisées ont légèrement diminué et sont passées de 1 391 hectares en 2000 à 1 306 hectares en 2010. 63 % sont destinées à la culture des céréales (blé tendre essentiellement mais aussi orges et maïs), 22 % pour les oléagineux (colza et tournesol) et 4 % reste en herbes.
L'élevage de volailles, en hausse, est important et concentré : 2 234 têtes en 2000 répartis sur cinq fermes pour 2 551 têtes en 2010 répartis sur six fermes. L'élevage des ovins connait un très petit essor : 40 têtes sur trois fermes en 2010 (zéro en 2000).

### Activité et emploi
On peut apercevoir une hausse de l'activité et une baisse du taux de chomage et de retraités sur le territoire.
Le taux d'activité, selon l'Insee, était de 74,1 % en 2021 contre 69,2 % en 2015 et 69,4% en 2010.
Le taux de chômage en 2021 était de 4,6 % contre 7,6% en 2015 et 4,7 % en 2010.
Les retraités et les pré-retraités représentaient 6,8 % de la population en 2021 contre 7,6 % en 2015 et 11,8% en 2010.

### Commerces et entreprises
Selon l'Insee, en 2023, 26 entreprises se sont créées à Iteuil.
De plus l'Insee recense plusieurs commerces:
- une supérette,
- une boulangerie,
- une boucherie-charcuterie,
- un tabac-presse,
- une boutique de robe de mariée.

## Culture locale et patrimoine

### Célébrations
Chaque année depuis l'an 1862 a lieu le premier dimanche d'août la fête de la grêve, une fête tenant ses origines de la construction d'un pont au lieu-dit du même nom qui sera emporté suite à une crue un siècle plus tard. Une fête eut alors lieu pour célébrer l'évènement. Suite à son succès, il fut décider de garder la coutume qui subsiste aujourd'hui encore.

### Lieux et monuments

#### Patrimoine religieux
- L'église Saint-Saturnin des XIIe, XVIe et XIXe siècles est en pierre. Le chœur a été construit en 1874. Huit stalles en chêne datent du XVe siècle.
- La Chapelle Sainte-Marie-Madeleine de Ruffigny a des origines anciennes et aurait appartenu à une certaine époque à la famille Chevalier-Ruffigny. Elle est rattachée à la paroisse d'Iteuil le 8 décembre 1819. Avant la Révolution elle dépendait de celle de Ligugé.

#### Patrimoine civil
- Le château d'Aigne, dont le portail est inscrit comme monument historique depuis 1975. Le château est de style Renaissance. Il a été très restauré au XIXe siècle, ce qui lui a fait perdre son authenticité. La seigneurie d'Aigne a d'abord été tenue par la Maison de Lusignan puis de celle de Vivonne. Le château fort fut construit en 1442 par Jean II de Vivonne à l'emplacement d'une villa romaine transformée en vicaria à la fin de l'Antiquité. Le château est en partie détruit en 1564, pendant les guerres de religion. Il est réparé de 1600 à 1610 par le comte de Châtellerault, ami du roi Henri III, puis par sa veuve. Les terrasses datent de cette époque. Le château est dégradé pendant la période révolutionnaire puis abandonné. Le château est racheté en 1875 par Paul Guimaud qui le restaure.
- Le château de la Gruzalière : il date du milieu du XVIe siècle. Il a été la propriété de la famille de Vivonne jusqu'en 1696. Puis, à partir de cette date, plusieurs familles vont l'habiter. Des restaurations successives ont modifié l'architecture initiale du château, dotant le bâtiment de fronchignons, de rosaces ou d'angelots. L'aile en arcade de la partie nord a disparu.
- Le château de la Troussay date du XIXe siècle. Il a été, en effet, construit en 1872, sur les ruines d'une ancienne celle de l'ordre de Grandmont, ordre supprimé en 1772. Le prieuré est vendu comme bien national en 1793.
- Le manoir les Genèbres, du XIXe siècle, connu pour avoir été habité par des personnalités  locales, mesdemoiselles de la Guérivière. À leur mort, ces dernières l'ont confié à une grande famille du Poitou avec laquelle elles étaient parentes.
- Le château de Bernay, dont la chapelle et les communs sont inscrits comme monument historique depuis 1992. Il date des années 1400. Les fenêtres à meneaux et les vestiges d'une ancienne chapelle qui comporte une belle clé de voûte datent du XVe siècle.
- Le lavoir communal de Mougon est très ancien et pourrait constituer le seul vestige de thermes gallo-romains.

#### Patrimoine naturel
Selon l'Inventaire des arbres remarquables de Poitou-Charentes, il y a six arbres remarquables sur la commune qui sont : 
- deux chênes pédonculés situés au lieudit la Troussaye,
- un cèdre de l'Atlas situé au 2, rue de Ruffigny,
- un frêne commun au lieudit les Iles de Pont,
- un marronnier d'Inde face au presbytère,
- un tilleul à petites feuilles au lieudit l'Epinglerie.

L'inventaire de arbres remarquables de Vienne en recense un situé au bois de Chêne Brault.
Les zones naturelles d'intérêt écologique, faunistique et floristique (ZNIEFF) sont au nombre de quatre et couvrent 2 % de la surface communale : l'Ile du Divan, le Granit, les Sources Tuffeuses de Port Laverre et les prairies inondables du Port et de la Grève.

### Personnalités liées à la commune

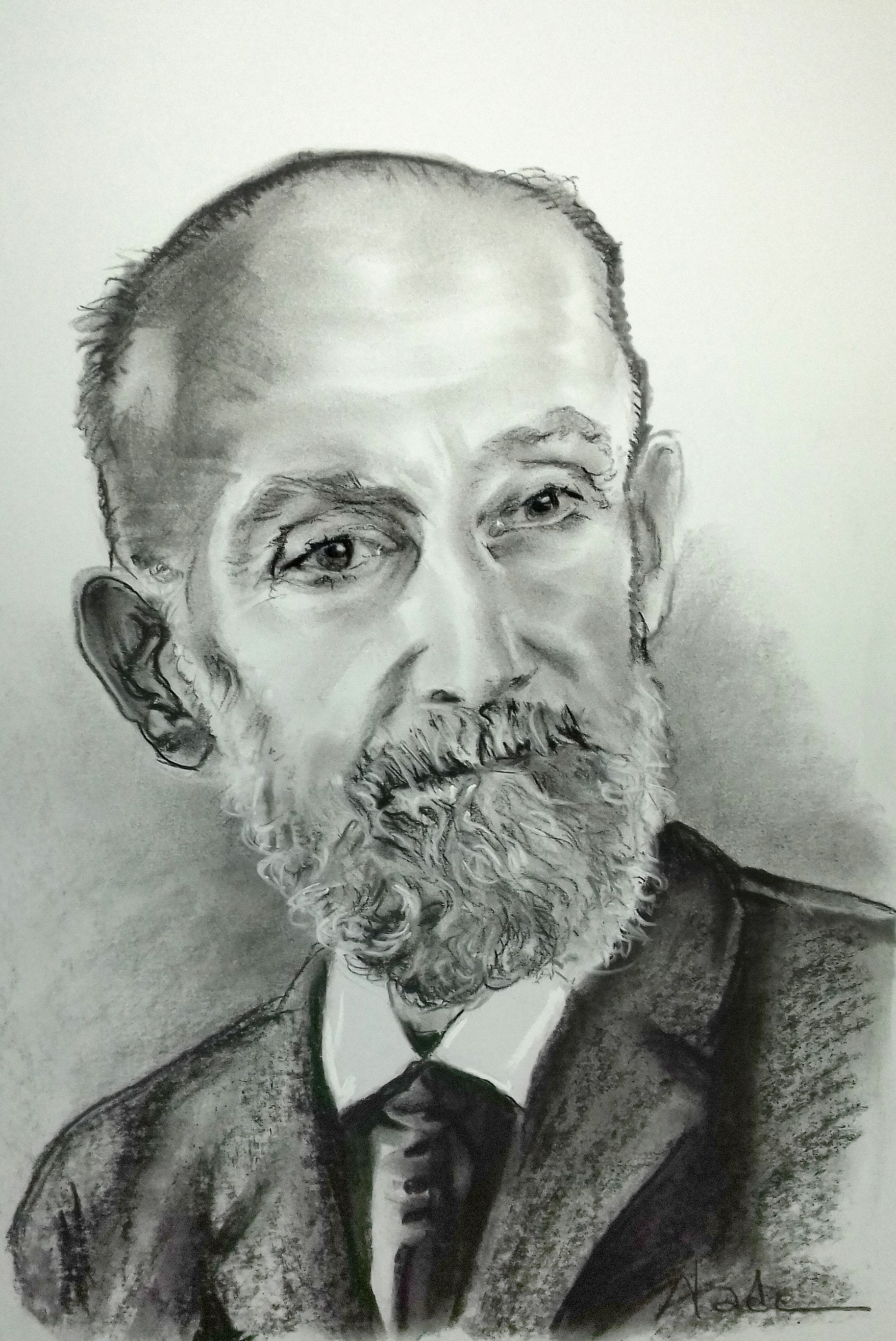
Albert Turpain, physicien

- Clément Péruchon (Iteuil 1923 - Prison de Wolfenbüttel 3 decembre 1943), lycéen à Poitiers, résistant, membre du Reseau Renard[58].
- Louis-Auguste Bosseboeuf (Iteil 1852-Chinon 1928), historien, archéologue, historien de l'art de Tours et de la Touraine.
- Albert Turpain (La Rochelle 1867 - Iteuil 1952), physicien à qui l'on doit la première transmission radioélectrique en morse en 1894.
- Jules Marouzeau (Fleurat 1878 - Iteuil 1964), latiniste de renom, professeur à la Sorbonne, membre de l'Académie des inscriptions et belles-lettres.
- Charles Merveilleux du Vignaux, né le 22 août 1908 à Bourges et mort le 24 août 2006 à Iteuil (Vienne). Il est le secrétaire général de la présidence de la République française pendant le mandat de René Coty, du 18 janvier 1954 au 8 janvier 1959. En mai 1958, il est envoyé à Colombey-les-Deux-Églises pour régler avec le général de Gaulle les conditions de son retour au pouvoir. Il meurt au château de la Gruzalière, propriété de la famille.
- Frédérick Gersal, journaliste, chroniqueur historique sur les radios France Bleu (National), France Bleu Poitou ainsi que dans l'émission télévisée Télématin sur France 2, réside à Iteuil.
- Jacques Melin (1920 - 2016)[59], historien et écrivain local, a écrit Mes Souvenirs d' Iteuil 1939-1945 (1992) racontant l'histoire de la commune durant la Seconde Guerre Mondiale et Pages d'Iteuil (1996) racontant l'histoire complète de la commune en s'inspirant du livre Histoire du Pays d'Iteuil (1926) d'un autre historien local, Marcel Grimaud.
- Bernard Delcampe,(Mohon 1932-Poitiers 2017) footballer français, a débuté au Stade de Reims, en 1956 il est finaliste de la coupe de France avec l'AS Troyes savinienne, il entraine ensuite le Stade Poitevin de 1967 à 1975, il a vécu et est enterré à Iteuil[60].

### Articles de Wikipédia
- Liste des communes de la Vienne
- Anciennes communes de la Vienne
- Liste des monuments historiques de la Vienne
- Liste des châteaux de la Vienne